# Strother Martin
Strother Martin (născut Strother Douglas Martin Jr.; n. 26 martie 1919, Kokomo, Indiana, SUA – d. 1 august 1980, Thousand Oaks, California, SUA) a fost un actor de TV și film american.

## Filmografie parțială
- The Asphalt Jungle (1950)
- Rhubarb (1951)
- Kiss Me Deadly (1955)
- Attack! (1956)
- Black Patch (1957)
- The Shaggy Dog (1959)
- The Wild and the Innocent (1959)
- The Horse Soldiers (1959)
- The Deadly Companions (1961)
- The Man Who Shot Liberty Valance (1962)
- McLintock! (1963)
- Brainstorm (1965)
- Shenandoah (1965)
- The Sons of Katie Elder (1965)
- Harper (1966)
- Nevada Smith (1966)
- An Eye for an Eye (1966)
- The Flim-Flam Man (1967)
- Cool Hand Luke (1967)
- True Grit (1969)
- The Wild Bunch (1969)
- Butch Cassidy and the Sundance Kid (1969)
- The Ballad of Cable Hogue (1970)
- Red Sky at Morning (1971)
- The Brotherhood of Satan (1971)
- Fools' Parade (1971)
- Hannie Caulder (1971)
- Pocket Money (1972)
- Sssssss (1973)
- Hard Times (1975)
- Rooster Cogburn (1975)
- The Great Scout & Cathouse Thursday (1976)
- Slap Shot (1977)
- The End (1978)
- Up in Smoke (1978)
- The Champ (1979)
- Love and Bullets (1979)
- The Villain (1979)
- Nightwing (1979)
- The Secret of Nikola Tesla (1980)